# NGC 4459
NGC 4459 је лентикуларна галаксија у сазвежђу Береникина коса која се налази на NGC листи објеката дубоког неба.
Деклинација објекта је + 13° 58' 43" а ректасцензија 12h 29m 0,0s. Привидна величина (магнитуда) објекта NGC 4459 износи 10,4 а фотографска магнитуда 11,3. Налази се на удаљености од 16,600 милиона парсека од Сунца. NGC 4459 је још познат и под ознакама UGC 7614, MCG 2-32-83, CGCG 70-116, VCC 1154, IRAS 12264+1415, PGC 41104.